# Moscow Spartans 2019
Questa voce raccoglie le informazioni riguardanti i Moscow Spartans nelle competizioni ufficiali della stagione 2019.

## Eastern European Superleague 2019

### Stagione regolare
| Mosca 20 aprile 2019, ore 18:30 | Moscow Spartans | 19 – 6 referto | Sankt Petersburg Griffins | Spartak |

| Mosca 4 maggio 2019, ore 16:00 | Moscow Spartans | 21 – 0 (14-0 0-0 0-0 7-0) referto | Sankt Petersburg North Legion | Spartak |

| Minsk 12 maggio 2019 | Minsk Litwins | 0 – 44 referto | Moscow Spartans | SOK Olimpiiskii |

| San Pietroburgo 1º giugno 2019, ore 16:30 | Moscow Spartans | 54 – 0 (14-0 20-0 7-0 13-0) referto | Minsk Litwins |  |

| San Pietroburgo 15 giugno 2019, ore 15:00 | Sankt Petersburg North Legion | 7 – 2 referto | Moscow Spartans | Stadio Dinamo |

| San Pietroburgo 29 giugno 2019, ore 13:00 | Sankt Petersburg Griffins | 6 – 42 | Moscow Spartans |  |

### Playoff
| Puškin 13 luglio 2019, ore 16:00 | Sankt Petersburg North Legion | 16 – 42 (7-16 2-10 0-6 7-10) referto | Moscow Spartans | Tsarskoe Selo Stadium |

## CEFL Cup 2019

### Playoff
| 13 aprile 2019, ore 14:00 | Budapest Cowbells | 6 – 24 (6-7 0-7 0-3 0-7) referto | Moscow Spartans |  |

| Istanbul 18 maggio 2019, ore 13:00 | ITÜ Hornets | 17 – 43 (3-14 7-14 7-12 0-3) referto | Moscow Spartans | ITÜ Maslak Stadı |

| Bolzano 9 giugno 2019, ore 14:00 | Giants Bolzano | 14 – 15 (0-7 0-8 6-0 8-0) referto                                                                 | Moscow Spartans | Stadio Europa |
| Bundschuh Q3 ( TD ) pass from D. Gahafer Gallina Q4 ( TD ) pass from D. Gahafer Simone Q4 ( tpc ) pass from D. Gahafer Marcatori Grinyaev Q1 ( TD ) blocked punt recovery ? Q1 ( pat ) Kistkin Q2 ( TD ) 42yd run Svyatkin Q2 ( tpc ) rush |                |                                                                                                   |                 |               |
| |                |                                                                                                   |                 |               |
| Bundschuh Q3 (TD) pass from D. Gahafer Gallina Q4 (TD) pass from D. Gahafer Simone Q4 (tpc) pass from D. Gahafer | Marcatori      | Grinyaev Q1 (TD) blocked punt recovery ? Q1 (pat) Kistkin Q2 (TD) 42yd run Svyatkin Q2 (tpc) rush |                 |               |

## Statistiche di squadra
| Competizione      | %Vittorie | In casa | In casa | In casa | In casa | In casa | In casa | In trasferta | In trasferta | In trasferta | In trasferta | In trasferta | In trasferta | Totale | Totale | Totale | Totale | Totale | Totale |
| Competizione      | %Vittorie | G       | V       | N       | P       | Pf      | Ps      | G            | V            | N            | P            | Pf           | Ps           | G      | V      | N      | P      | Pf     | Ps     |
| ----------------- | --------- | ------- | ------- | ------- | ------- | ------- | ------- | ------------ | ------------ | ------------ | ------------ | ------------ | ------------ | ------ | ------ | ------ | ------ | ------ | ------ |
| Stagione regolare | .833      | 3       | 3       | 0       | 0       | 94      | 6       | 3            | 2            | 0            | 1            | 88           | 13           | 6      | 5      | 0      | 1      | 182    | 19     |
| Playoff           | 1.000     | 0       | 0       | 0       | 0       | 0       | 0       | 1            | 1            | 0            | 0            | 42           | 16           | 1      | 1      | 0      | 0      | 42     | 16     |
| CEFL Cup          | 1.000     | 0       | 0       | 0       | 0       | 0       | 0       | 3            | 3            | 0            | 0            | 82           | 37           | 3      | 3      | 0      | 0      | 82     | 37     |
| Totale            | .900      | 3       | 3       | 0       | 0       | 94      | 6       | 7            | 6            | 0            | 1            | 212          | 66           | 10     | 9      | 0      | 1      | 306    | 72     |